# Открытый чемпионат Франции по теннису 2023
О турнирах в одиночных разрядах см. мужчины и женщины
Открытый чемпионат Франции 2023 — 122-й розыгрыш ежегодного профессионального теннисного турнира серии Большого шлема, проходившего в Париже на кортах местного теннисного центра «Roland Garros». Победители соревнований определялись в 17 разрядах: в пяти — у взрослых, в четырёх — у старших юниоров, в шести — у игроков на колясках, и в двух — у ветеранов.
В 2023 году матчи квалификации стартовали с 22 мая, а матчи основных сеток проходили с 28 мая по 11 июня. В этом году не было никаких ограничений как в организационном плане, так и по составу участников. Призовой фонд турнира составил рекордные для Roland Garros 49,6 млн евро, поэтому чемпионы Ролан Гаррос 2023 заработали по 2,3 млн евро.
Открытый чемпионат Франции по традиции завершил весеннюю серию турниров на грунте, а также стал вторым турниром Большого шлема в сезоне 2023 года.

## Победители

### Взрослые

#### Мужчины. Одиночный разряд
- Новак Джокович —  Каспер Рууд — 7–6(7–1), 6–3, 7–5

#### Женщины. Одиночный разряд
- Ига Свёнтек —  Каролина Мухова — 6–2, 5–7, 6–4

#### Мужчины. Парный разряд
- Иван Додиг /  Остин Крайчек —  Сандер Жийе /  Йоран Влиген — 6–3, 6–1

#### Женщины. Парный разряд
- Се Шувэй /  Ван Синьюй —  Лейла Фернандес /  Тейлор Таунсенд — 1–6, 7–6(7–5), 6–1

#### Смешанный парный разряд
- Мию Като /  Тим Пютц —  Бьянка Андрееску /  Майкл Винус — 4–6, 6–4, [10–6]

### Юниоры

#### Юноши. Одиночный турнир
- Дино Прижмич[англ.] —  Хуан Карлос Прадо Анхело[англ.] — 6–1, 6–4

#### Девушки. Одиночный турнир
- Алина Корнеева —  Луссиана Перес-Аларкон[нем.] — 7–6(7–4), 6–3

#### Юноши. Парный турнир
- Ярослав Дёмин /  Родриго Пачеко Мендес[англ.] —  Лоренцо Шиахбаси[пол.] /  Габриэле Вульпитта[англ.] — 6–2, 6–3

#### Девушки. Парный турнир
- Тайра Катерина Грант /  Клерви Нгунуэ —  Алина Корнеева /  Сара Сайто[англ.] — 6–3, 6–2